# II. István moldvai fejedelem
II. István (1410 k. – 1447. július 13.) Moldvai fejedelem 1432-től haláláig.
Édesapját I. Sándort követte a trónon. Testvérével, Illéssel letette a hűségesküt II. Ulászló lengyel királynak. Ezek után hosszas és elkeseredett küzdelmet kezdett fivérével, ami 1435-ben Moldva felosztására vezetett: István megtartotta Besszarábiát, Illés nyerte a tulajdonképi Moldvát. Később István fivérét megvakíttatta és a vajdaságtól megfosztotta. Még néhány évig uralkodott, és Hunyadi Jánossal szövetkezett a török ellen. Román, Illés fia ölte meg 1447-ben.